# Alpinia himantoglossa
Alpinia himantoglossa är en enhjärtbladig växtart som beskrevs av Henry Nicholas Ridley. Alpinia himantoglossa ingår i släktet Alpinia och familjen Zingiberaceae. Inga underarter finns listade i Catalogue of Life.